# Cui Aimin
Cui Aimin, född i december 1965, är en kinesisk diplomat som sedan januari 2022 är Folkrepubliken Kinas ambassadör i Sverige.
Cui har en magisterexamen i ekonomi och började arbeta vid Kinas utrikesministerium 1985. Åren 1986–1990 tjänstgjorde han vid Kinas ambassad i Demokratiska Folkrepubliken Etiopien. Han var konsul vid Kinas generalkonsulat 1999-2001 i New York och tjänstgjorde som Kinas ambassadör i Angola 2015–18. Cui var sedan under 2018—21 chef för det kinesiska utrikesministeriets konsulära avdelning, samma period som hans regering vägrade Sveriges ambassad i Kina tillträde till den fängslade svenske medborgaren Gui Minhai, trots Wienkonventionen om konsulära relationer (artikel 36). Cui utnämndes sedan till Kinas ambassadör i Stockholm 2021.
Han är gift och har en son.